# 西沽街道
西沽街道，是中华人民共和国天津市红桥区下辖的一个乡镇级行政单位。

## 行政区划
西沽街道下辖以下地区：
仁和里社区、涟源里社区、湘潭道社区、桥南社区、运河西社区、东庞社区、西沽大街社区、桃林社区、青春里社区、燕宇社区、流霞里社区、水竹花园社区、水木天成第一社区、水木天成第二社区、水木天成第三社区、河怡花园社区、民畅园社区、龙禧园第一社区、龙禧园第二社区和西河名邸社区。